# 호시 교완
호시 교완(일본어: 星 キョーワァン, 1997년 6월 25일~)는 일본의 축구 선수이다.

## 구단 경력
그는 2020년 J1리그의 요코하마 FC에 입단했다. 2021년 J2리그의 마쓰모토 야마가 FC로 이적했다. 2022년 J3리그의 이와키 FC로 이적했다. 2022년 J3리그 우승으로 J2리그로 승격했다. 2023년 J2리그의 블라우블리츠 아키타로 이적했다.